# Neuer jüdischer Friedhof (Hostouň)
Koordinaten: 50° 6′ 46,1″ N, 14° 11′ 28,3″ O

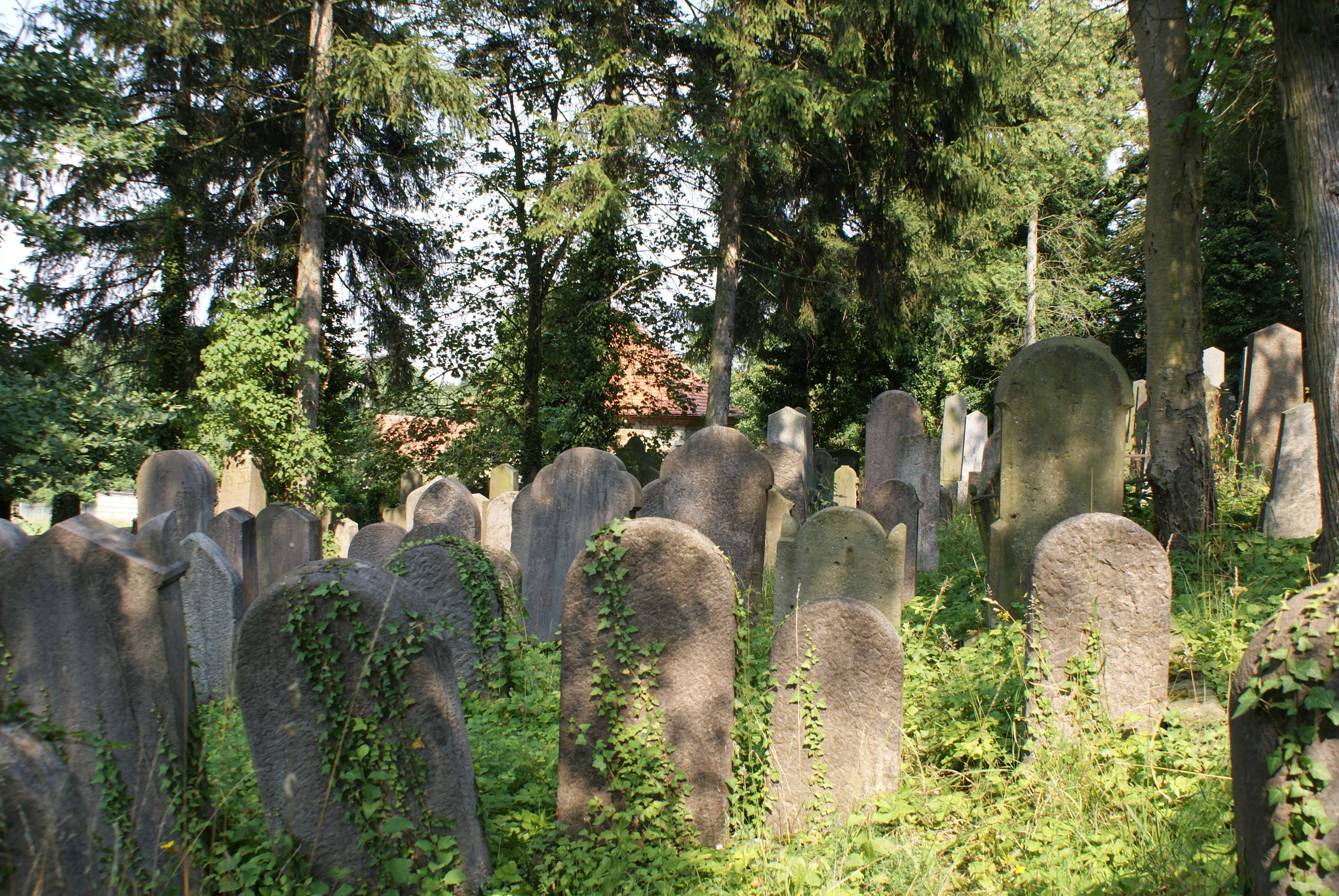
Neuer jüdischer Friedhof in Hostouň

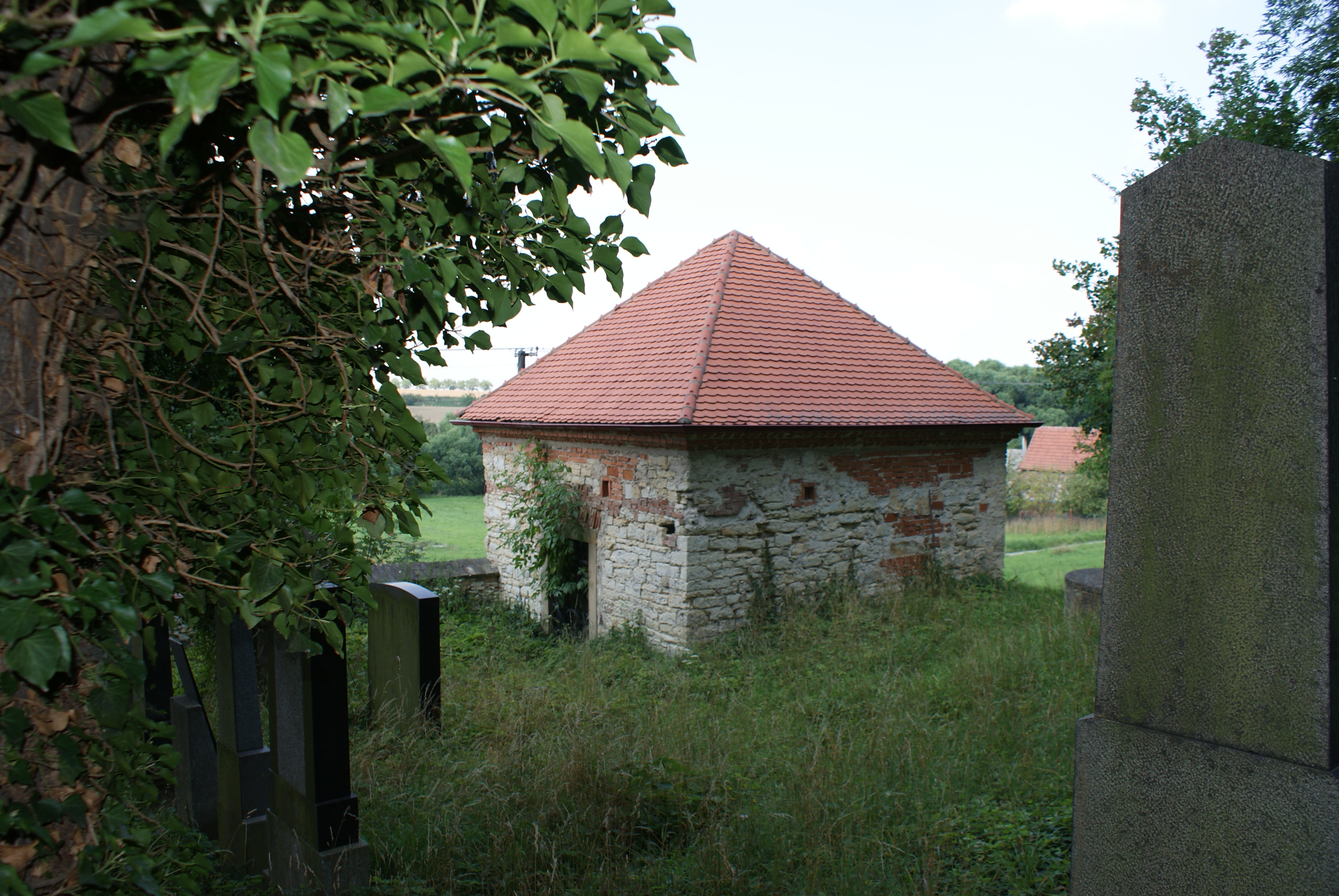
Taharahaus

Der Neue jüdische Friedhof in Hostouň (deutsch Hostau), einer tschechischen Ortschaft im Okres Kladno, wurde um 1850 angelegt. Der jüdische Friedhof westlich des Ortes ist seit 1988 ein geschütztes Kulturdenkmal.
Auf dem 1503 Quadratmeter großen Friedhof sind heute noch mehrere hundert Grabsteine mit tschechischen, hebräischen und deutschen Inschriften erhalten.
Auf dem neuen Friedhof befindet sich unter anderem das Grab der Familie Brandejs. Alexandr Brandejs (1848–1901) war ein bedeutender Unternehmer und Förderer tschechischer Künstler. Er stammt aus dieser alten jüdischen Familie.